# رجنت سون سیز کروزس
رجنت سون سیز کروزس (انگلیسی: Regent Seven Seas Cruises) شرکت گردشگری آمریکایی است، که در سالر۱۹۹۲ تأسیس شد.